# Liste des abbés de Saint-Maurice-d'Agaune
La liste des abbés de Saint-Maurice-d'Agaune recense le nom des abbés qui se sont succédé à l'Abbaye territoriale de Saint-Maurice, située à Saint-Maurice dans le canton du Valais en Suisse.
Le monastère a été fondé en 515, à Agaune, par Sigismond († 524), roi des Burgondes. L'abbaye relève directement du pape dès le milieu du VIIe siècle, puis forme un chapitre collégial (830). En 1128, elle forme une communauté de chanoines de Saint-Augustin. Elle devient une abbaye territoriale, en 1993.
La liste des différents dirigeants de l'abbaye s'appuie sur la Lettres sur la vérité du martyre de Saint-Maurice et de sa légion, les travaux du chanoine Léon Dupont Lachenal (1900-1990), président de la Société d'histoire du Valais romand, ainsi que les annales de l'abbaye.

## Liste des abbés

### Saint Théodule (Théodore) et Saint Séverin
- IVe siècle : saint Théodule/Théodore (Theodorus), évêque d'Octodurus, fondateur de la basilique d'Agaune qui accueille les ossements des martyrs thébains[dl 1],[2],[dhs 1].
- v. 478 — † 507 (508/511 ?) : Saint Séverin, aurait été abbé des clercs[dl 1].

### Premiers abbés
Les premiers abbés de Saint-Maurice et prieurs de l'abbaye :
- 515 — † 516 : Hymnemode (Hymnemodus, Hymnémode), ancien fonctionnaire burgonde, abbé de Grigny[dhs 2],[HS 1] ;
  - v. 515 — 520 : prior ou decanus Achive ;
  - v.515 — 516 : prior ou decanus, saint Ambroise I[dhs 3] ;
- 516 — † 520 : Saint Ambroise I[dhs 3],[HS 2] ;
  - 515 — v. 530 : prior ou decanus Probus ;
- 520 — † 523 : Saint Achive[HS 2] ;
- 523 — † v. 526 : Saint Tranquillin[HS 2] ;
- 526 — † 539 : Saint Vénérand[HS 3] ;
- 539 — † 557 : Saint Paul Ier[HS 3] ;
- 557 — † 568 : Saint Placide (Placidien)[HS 3] ;
- † 568 : Saint Eutrope[HS 3] ;
- 568 — † 577 : Saint Paul II[HS 4] ;
- 577 — † 580 : Saint Martin Ier[HS 5] ;
- 580 — † 610 : Saint Ambroise II[HS 5] ;
  - v. 592 : Apollinaire, abbé de plusieurs monastères, dont Saint-Maurice, Saint-Èvre de Toul, Saint-Bénigne de Dijon et Saint-Marcel-lès-Chalon.
- 610 — † 616 : Léonce ;
- apr. 616 : Saint Jucundin (Jocondin) ;
- apr. 616 : Secondin (peut-être le même que le précédent) ;
- avt. 629 : Florentin II (Florence) ;
- avt. 657 : Siagrius ;
  - Ambroise III.
- 673/691 : Saint Récoleme (Rocolene) ;
- ... ? Raggo ou Rugo ;
- ... ? Aigulphe (Aigolphe) ;
- ... ? Emembert (Ermenbert) ;
- 711/715 : Agobert ;
- 715/721 : Lugulphe (Lodolphe) ;
- ... ? Airomde (Airoind) ;
- ... ? Prothais II (Protasius, Protade), évêque de Sion (647/653) ;
- v. 735 : Norbert (duc, abbé laïc intrus) ;
- ... ? Laifinius (Laifin) ;
- Bertholaus (Bertelas) ;
- v. 753 : Ayrasthe (Airaste) ;
- v. 760 — † 782 : Willicarius (Vulchaire)[dl 2],[dhs 4] ;
  - Benoist ;
  - v. 780 : Saint Léonce ;
- 804 : Saint Altheus (Altée)[dl 2]. Probablement parent de Charlemagne ; l'aurait accompagné à Rome vers 786-788[dhs 5]. ;
- Adalong (Adalongus)[dl 2] ;
- 825 — 856 : Heyminus, parfois Aimon Ier[dl 2] ;

### Abbés commendataires et laïcs (prévôts)
Prise de contrôle laïc de l'abbaye par les Rodolphiens, puis les Humbertiens, :
- 856 — † 864 : abbé laïc Hucbert (Hubert) (duc entre Alpes et Jura), fils de Boson l'Ancien ;
- 864 : abbé laïc Conrad II de Bourgogne (v. 835-876), vainqueur du précédent ;
- 869 : abbé laïc Boson (†887), désigné par Charles le Chauve ;
- 872 — † 911/912 : abbé laïc Rodolphe Ier (v.859-911), roi de Bourgogne 888 ;
  - 872 : prévôt Evifroi ;
- 911/912 — † 937 : abbé laïc Rodolphe II (880-937) ;
  - 929/930 : prévôt Herluin ;
- 937 — 993 : abbé laïc Conrad III (v.925-993), roi d'Arles ou des Deux Bourgognes ;
  - 942 — 943 : prévôt Meinier (peut-être Meinier (Magnerius), évêque de Lausanne) ;
- 993 — † 1032 : Rodolphe III (v.966-1032), roi des Deux Bourgognes ;
  - 982 — 1000 : prévôt Burchard (I)[reg 1] ;
- 1000 — † 1027/32 : Burchard (I), abbé et prévôt (1000), puis abbé (1001), et archevêque de Lyon (979)[reg 2] ;
  - prévôt Anselme (I) ;
  - 1018 : Pandolphe (mentionné comme étant à la tête de la communauté) ;
- v. 1032 : abbé laïc comte Humbert[3] ;
  - 1020 — † 1046 : prévôt Bourcard (II) dit d'Aoste, Humbertien, fils du comte Humbert, dit neveu de Bourcard (I) et d'Anselme (I), fait évêque d'Aoste, puis archevêque de Lyon après son oncle Bourcard (I) ;
- 1047 — 1053 : prévôt, puis abbé Aimo/Aimon II, Humbertien, parent des précédents, évêque de Sion vers 1034[dhs 6] ;
  - 1068 : prévôt Bourcard (III), peut-être un Humbertien ;
- 1068 — v. 1087 : abbé et prévô (1070) Bourcard (III), le même ;
  - 1068 : prévôt Anselme II ;
- v. 1080 — 1103 : abbé laïc comte Humbert II de Savoie ;
  - 1092/1103 : prévôt laïc Aimon (III) de Briançon, vicomte de Tarentaise, désigné par le comte Humbert II ;
  - 1108 : prévôt Gui ;
- 1116 (mention)-1143 : abbé laïc comte Amédée III de Savoie. Le 30 mars 1143, acte de renonciation formelle et définitive à la possession de l'abbaye ;
  - av. 1128 — 1143 : prévôt Reynald ou Raynaud de Savoie, frère du précédent ;

### Réforme de l'abbaye
À partir de 1128, Hugues Ier, évêque de Grenoble, réforme l'abbaye en introduisant la règle de saint Augustin. Vers la fin du XIIIe siècle et au début du siècle suivant, l'abbaye prend le régime d'une Collégiale. Il faut attendre la deuxième moitié du XVIIe siècle pour un retour à la Règle.
- v. 1130 — 1136 : prior Aimerard (Ameraldus), peut être le même à la tête d'Abondance (1124-1128) ;
- Guy ;
- Rainauld ;
- 1137 — 1144 : prieur Hugues Ier, devenu :
- 1137 — † 1153 : abbé régulier Hugues Ier, nommé par le pape Eugène III ;
- 1153 — † 1169 : abbé Rodolphe de Vauserier (Voserier), chanoine, ancien abbé d'Abondance, décède le 12 novembre 1167 ;
- 1170 — 1178/79 : Bourcard IV, devenu aveugle il se retire en 1178 ;
  - 1174 — 1190 : prior Pierre Clarerius ;
  - 1192 : prior Albert ;
- 1179 — 1181/85 : abbé Willielme ou Guillaume Ier[dhs 7] ;
  - 1198 — 1200 : prior Pierre ;
- 1181/85 — † 1196/98 : abbé Guillaume II (pour certains auteurs, il s'agirait du précédent) ;
- 1198 — † 1203 : abbé Gunthère ou Gontier († 3 septembre 1203) ;
- 1204 — † 1223 : abbé Aimon III († 23 août 1223) ;
- 1224 — † 1259 : abbé Nantelme († 1259) ;
- 1260 — † 1275 : abbé Girard I (Girold) († 1274) ;
- 1275 — † 1286 : abbé Pierre Ier de St-Sigismond, nommé par le pape Grégoire X, il meurt le 25 décembre 1286.
- 1286 — † 1292 : abbé Girard II († 6 juin 1292), chanoine régulier de Troyes ;
- 1292 — † 1313 : abbé Jacques d'Ayent († 29 septembre 1313) ;
- 1313 — 1347 : abbé Barthélemy Ier, de Suse (Piémont), il se serait retiré en 1343 ;
- 1348 — † 1356 : abbé Barthélemy II Justi (Giusti) de Suse (Piémont) ;
- 1356 — † 1376 : abbé Jean Ier Bartholomaei, de Suse (Piémont), il meurt le 13 mars 1376 ;
- 1376 — † 1378 : Girard II Bernardi († 13 juin 1378), de Vevey (Vaud) ;
- 1378 — † 1410 : Jean II Garretti († 29 novembre 1410), de Sembrancher (Valais) ;
- 1411 — † 1427 : Jean III Sostionis (Sostion) († 4 octobre 1427), de Saint-Maurice (Valais) ;
- 1428 — † 1434 : Guillaume III de Billens  (Villieni, Villien), très probablement originaire de la Tarentaise (Savoie) ;
- 1434 — 1438 : Pierre II Fournier de Marcossey (Fornezi, Forneri), de Cluses (Faucigny) ;
- 1438 — † 1458 : Michel Bernardi d'Allinges ;
- 1458 — † 1463 : Barthélemy III Bouvier (Boveri) de Villeneuve (Vaud), il meurt le 10 juillet 1463 ;
- 1463 — 1496 : Guillaume IV Bernardi d'Allinges († 1497), de Vouvry (Valais), il se retire en 1496 ;
- 1496 — † 1521 : Jean IV Bernardi d'Allinges († 26 décembre 1521), neveu du précédent ;
- 152l — † 1548 : Augustin Trivulzio, originaire de Milan, fait cardinal et nommé par Rome abbé commendataire au cours de l'année 1521 mais il ne fut jamais reçu ;
- 1521 — † 1550 : Barthélemy IV Sostionis († 1550), de Saint-Maurice (Valais) ;
  - 1550 : le Chapitre élit Rodolphe Bouvier (Boveri), de Villeneuve (Vaud), mais ce dernier n'est pas maintenu ;
- 1550 — † 1572 : Jean V Mites (Ritter) de Loëche, il meurt le 9 février 1572 ;
- 1572 — † 1587 : Martin II de Plastro (Duplâtre), originaire de Bresse, il meurt de la peste le 9 mars 1587 ;
- 1587 — 1604 : Adrien de Riedmatten, chanoine, grand doyen et vicaire général de l'évêché de Sion, abbé commendataire imposé par Sion, devenu par la suite évêque ;
- 1604 — † 1618 : Pierre III, Aimé Du Nant, seigneur de Grilly, d'Évian et St-Gingolph, chanoine de Sion, il meurt le 13 mars 1618.
- 1618 — † 1640 : Georges Ier de Quartéry, de Saint-Maurice (Valais), chanoine de Sion, il meurt le 6 février 1640.
- 1640 — † 1657 : Pierre VI, Maurice Odet, de Saint-Maurice, il meurt le 9 août 1657 ;
- 1657 — † 1669 : Jean VI, Jodoc de Quartéry, de Saint-Maurice, chanoine et prieur de Sion, il meurt le 4 août 1669 ;
- 1669 — † 1686 : Joseph Ier, Tobie Franc, de Saint-Maurice, il refuse le siège de Lausanne, il meurt le 11 février 1686 ;
- 1686 — † 1698 : Pierre V, François Odet, de Saint-Maurice, il meurt le 1er mai 1698 ;
- 1698 — † 1704 : Nicolas Ier Zurthaunen, de Fribourg, il meurt à Fribourg le 13 mars 1704 ;
- 1704 — † 1715 : Nicolas II, François Camonis (Camanis), de Saint-Maurice, il meurt le 13 février 1715.
- 17I5 — † 1719 : François Ier, de Fago, de Saint-Maurice, il meurt le 20 septembre 1719.
- 17I9 — † 1736 : Louis-Nicolas Charlety, de Saint-Maurice, chevalier de l'ordre des Saints-Maurice-et-Lazare, meurt le 9 décembre 1736.
- 1737 — † 1764 : Jean VII, Joseph Claret, de Troistorrents (Valais), meurt le 16 mai 1764.
- 1764 — † 1794 : Georges II, Schiner de Couches, d'Ernen (Valais), comte et grande croix de l'ordre des Saints-Maurice-et-Lazare, meurt le 13 octobre 1794.
- 1794 — † 1795 : Joseph II, Antoine Cocatrix, de Saint-Maurice (Valais), confirmé mais non béni, meurt noyé dans la Dranse le 13 juillet 1795.
- 1795 — † 1808 : Joseph III, Gaspard Esquix (Esquix), de Liddes (Valais), meurt le 9 janvier 1808.
- 18O8 — † 1822 : Étienne-Germain Pierras, de Liddes (Valais), meurt le 4 septembre 1822.
- 1822 — † 1834 : François II de Rivaz (Derivaz) de Saint-Gingolph, jusqu'en 1834.

### Abbés de Saint-Maurice et évêques de Bethléem
À partir de 1840, le diocèse de Bethléem est in partibus infidelium (Liste des évêques de Bethléem) et il est régulièrement attribué aux abbés de Saint-Maurice :
- 1834 — † 1888 : Étienne-Barthélemy Bagnoud d'Icogne (Valais), 1er évêque titulaire du diocèse de Bethléem (1840-1888) ;
- 1888 : élection et refus de Auguste-François-Xavier Bertrand, de Saint-Maurice (Valais) ;
- 1888 — † 1909 : Joseph IV, Paccolat, de Collonges (Valais) ;
- 1909 — † 1914 : Emile Joseph V Abbet, de Vollèges (Valais), administrateur apostolique du diocèse de Lausanne et Genève (1911-1912) ;
- 1914 — 1931 : Joseph VI Tobie Mariétan, d'Illiez (Valais). Il résigne ;
- 1932 — † 1943 : Bernard Alexis Burquier, de Saint-Paul (Chablais) ;
- 1943 — 1970 : Louis II Séverin Haller, bourgeois de Monthey (Valais) ;
- 1970 — 1999 : Henri Salina ;
- 1999 — 2015 : Joseph Roduit ;
- 2015 — 2025 : Jean Scarcella.
  - Charge d'abbé suspendue du 13 septembre 2023 au 9 mars 2025[4]
  - Il est remplacé par le prieur Roland Jaquenoud[5], qui se met également en retrait le 23 novembre 2023[6]
  - Du 28 novembre 2023 au 9 mars 2025, il est remplacé par un délégué apostolique nommé par Rome : Jean-Michel Girard[7]
  - Il démissionne le 28 juin 2025[8], Simone Previte, prieur, est nommé vicaire capitulaire[9]

### Régeste genevois(1866)
1. ↑  REG 0/0/1/135, acte, p. 39-40 (lire en ligne).
2. ↑  REG 0/0/1/166-167-169-170, divers actes, p. 47-48 (lire en ligne).

### Dictionnaire historique de la Suisse
1. ↑  Eric Chevalley, « Théodule » dans le Dictionnaire historique de la Suisse en ligne, version du 5 mars 2014.
2. ↑  Justin Favrod, « Hymnemodus » dans le Dictionnaire historique de la Suisse en ligne, version du 4 novembre 2005.
3. 1 2  Eric Chevalley, « Ambroise » dans le Dictionnaire historique de la Suisse en ligne, version du 6 juillet 2001.
4. ↑  Ansgar Wildermann, « Willicaire (740 - 762) » dans le Dictionnaire historique de la Suisse en ligne, version du 8 avril 2013.
5. ↑  Gilbert Coutaz, « Altheus (saint) » dans le Dictionnaire historique de la Suisse en ligne, version du 14 juin 2002.
6. ↑  Gilbert Coutaz, « Aimo » dans le Dictionnaire historique de la Suisse en ligne, version du 10 décembre 2002.
7. ↑  Gilbert Coutaz, « Guillaume » dans le Dictionnaire historique de la Suisse en ligne, version du 29 août 2005.

### Article de Dupont Lachenal (1932, 1940, 1944)
1. 1 2 3  Dupont Lachenal 1944, p. 84.
2. 1 2 3 4  Dupont Lachenal 1944, p. 85, « Abbés de Saint-Maurice et évêques de Sion ».
3. ↑  Dupont Lachenal 1932, p. 240.
4. ↑  Dupont Lachenal 1944, p. 85-86, « Mainmise des Rodolphiens et des Savoie. Les Prévôts ».
5. ↑  Dupont Lachenal 1944, p. 86, « Réforme de l'abbaye ».
6. ↑  Dupont Lachenal 1944, p. 87, « Collégiale ».
7. ↑  Dupont Lachenal 1944, p. 88, « Retour à la Régularité ».
8. ↑  Dupont Lachenal 1944, p. 88, « Abbés de Saint-Maurice et Evêques de Bethléem ».

### Helvetia Sacra, IV/1
1. ↑  p. 406-407.
2. 1 2 3  p. 407.
3. 1 2 3 4  p. 408.
4. ↑  p. 408-409.
5. 1 2  p. 409.

### Autres références
1. ↑  Abbé L.-R. Mossion, Lettres sur la vérité du Martyre de Saint Maurice et de sa Légion, écrites des lieux mêmes témoins de ce Martyre, à un Jeune Angevin, Imp. Launay-Gagnot, 1839, 312 p. (lire en ligne).
2. ↑  Catherine Santschi, « Les premiers évêques du Valais et leur siège épiscopal », Vallesia, t. XXXVI,‎ 1981, p. 1-26 (lire en ligne [PDF]).
3. ↑  Bernard Demotz, Le comté de Savoie du XIe au XVe siècle : Pouvoir, château et État au Moyen Âge, Genève, Slatkine, 2000, 496 p. (ISBN 2-05101-676-3), p. 19.
4. ↑  Bernard Hallet, « St-Maurice: Jean Scarcella retrouve sa charge d'Abbé », Cath.ch,‎ 11 mars 2025 (lire en ligne, consulté le 11 mars 2025).
5. ↑  Bernard Hallet, « St-Maurice: mis en cause Mgr Scarcella suspend sa charge », Cath.ch,‎ 13 septembre 2023 (lire en ligne, consulté le 13 septembre 2023)
6. ↑  « Accusations d'abus à l'abbaye de Saint-Maurice: le père-abbé par intérim quitte son poste », RTS,‎ 23 novembre 2023 (lire en ligne, consulté le 13 février 2024)
7. ↑  « J.M. Girard nommé administrateur apostolique à l’Abbaye de St-Maurice », Cath.ch,‎ 28 novembre 2023 (lire en ligne, consulté le 28 novembre 2023)
8. ↑  (en) « Resignations and Appointments, 28.06.2025 », sur press.vatican.va, 28 juin 2025 (consulté le 28 juin 2025).
9. ↑  (en) David M. Cheney, « Father Simone Prévite, C.R.A. », sur catholic-hierarchy.org.